# Fun in Acapulco
| 전문가 평가 | 전문가 평가 |
| 평가 점수   | 평가 점수   |
| 출처        | 점수        |
| ----------- | ----------- |
| Allmusic    | [ 2 ]       |

《Fun in Acapulco》는 미국의 가수이자 음악가인 엘비스 프레슬리의 일곱 번째 사운드트랙 음반으로, 1963년 11월 15일, RCA 빅터 레코드 (LPM/LSP 2756)에서 모노와 스테레오로 발매되었다. 이는 프레슬리가 주연을 맡은 1963년 동명의 영화의 사운드트랙이다. 녹음 세션은 1963년 1월 22일과 23일, 2월 27일 할리우드의 라디오 레코더에서, 그리고 1963년 5월 26일과 28일 테네시주 내슈빌의 RCA 스튜디오 B에서 열렸다. 이는 빌보드 200 차트에서 3위로 정점을 찍었다.

## 배경
파라마운트 픽처스를 위한 그의 트로피컬 "여행기 영화" 중 세 번째 작품(《블루 하와이》와 《걸스! 걸스! 걸스!》)은 멕시코에서 엘비스가 주름잡는 것을 발견한다. 프레슬리를 위해 확장된 〈Marguerita〉, 〈El Toro〉, 〈You Can't Say No In Acapulco〉 그리고 〈The Bullfighter Was A Lady〉와 같은 제목의 곡들이 수록되었다. 1937년 페페 귀자르의 표준 〈Guadalajara〉도 포함되었다. 평범한 일상에서 벗어나 허브 앨퍼트의 대중적인 사운드에 영감을 받은 브라스 편곡이 추가되면서 프레슬리는 최근 사운드트랙 나들이보다 더 열정적으로 자료에 참여했다. 이 중 4곡은 1995년 컴필레이션 《Command Performances: The Essential 60s Masters II》의 타이틀곡인 〈Mexico〉, 〈Marguerita〉, 그리고 리드 싱글인 〈Bossa Nova Baby〉에 수록되었다.
〈Bossa Nova Baby〉는 리듬 앤 블루스 작곡가이자 편곡자인 데이브 바솔로뮤의 〈Witchcraft〉와 1956년 스파이더즈를 위한 히트곡과 결합하여 사운드트랙보다 한 달 먼저 매장에 도착했다. 1960년대의 보사노바 열풍이 멕시코의 것이 아닌 브라질의 현상이었다는 사실은 별 문제가 되지 않았는데, 이 싱글은 빌보드 핫 100에서 8위로 정점을 찍었을 뿐만 아니라 R&B 싱글 차트에서 20위까지 올랐기 때문이다.

## 곡 목록
| #  | 제목                                            | 작사·작곡                             | 재생 시간 |
| -- | ----------------------------------------------- | ------------------------------------- | --------- |
| 1. | 〈Fun in Acapulco〉                             | 벤 와이스먼, 시드 웨인                | 2:30      |
| 2. | 〈Vino, Dinero Y Amor〉                         | 시드 테퍼, 로이 C. 베넷               | 1:55      |
| 3. | 〈Mexico〉                                      | 테퍼, 베넷                            | 1:59      |
| 4. | 〈El Toro〉                                     | 빌 자이언트, 버니 바움, 플로렌스 케이 | 2:42      |
| 5. | 〈Marguerita〉                                  | 돈 로버트슨                           | 2:42      |
| 6. | 〈The Bullfighter Was a Lady〉                  | 테퍼, 베넷                            | 2:04      |
| 7. | 〈(There's) No Room to Rhumba in a Sports Car〉 | 프레드 와이즈, 딕 매닝                | 1:53      |

| #   | 제목                               | 작사·작곡                           | 재생 시간 |
| --- | ---------------------------------- | ----------------------------------- | --------- |
| 8.  | 〈I Think I'm Gonna Like It Here〉 | 로버트슨, 할 블레어                 | 2:53      |
| 9.  | 〈Bossa Nova Baby〉                | 제리 리버, 마이크 스톨러            | 2:02      |
| 10. | 〈You Can't Say No in Acapulco〉   | 시드 펠러, 돌로레스 풀러, 리 모리스 | 1:55      |
| 11. | 〈Guadalajara〉                    | 페페 귀자르                         | 2:43      |
| 12. | 〈Love Me Tonight〉                | 로버트슨                            | 2:00      |
| 13. | 〈Slowly But Surely〉              | 와이스먼, 웨인                      | 2:12      |